# Trollinger

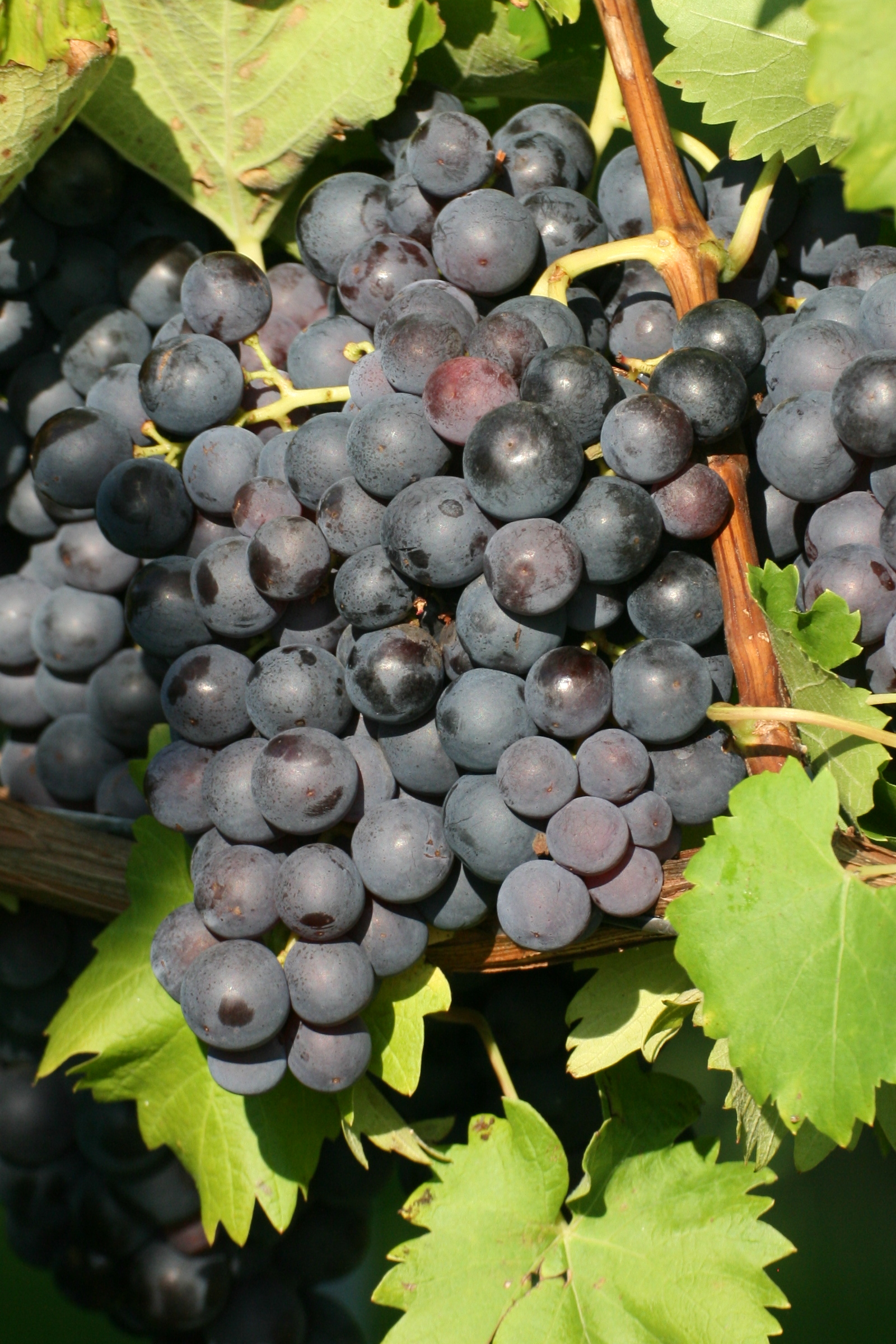
Racimo de trollinger.

La trollinger es una uva tinta germano-italiana. Probablemente, fue la primera uva cultivada en las regiones vinícolas del Sudtirol y Trentino, aunque hoy en día se cultiva casi exclusivamente lugares escarpados y soleados de la región vinícola de Baden-Wurttemberg. Es conocida como trollinger en Alemania, como vernatsch en el Sudtirol y como schiava en otras regiones italianas. Cuando se usa como uva de mesa, es conocida como black Hamburg. También se conoce con el sinónimo negro Hamburgo a la black muscat, que es un cruce entre la trollinger y la moscatel de Alejandría.
Según el experto en vino Oz Clarke, la trollinger tiene una acidez moderada y tiende a producir vinos con cuerpo ligero y con sabor a fresas y sutiles notas a ahumados.

## Historia
La uva probablemente se originó en el norte de Italia, la denominación "schiava", en el eje italiano schiavo-schiava-schiavi, significa en este caso "esclava", derivada del latín servus, y no debe confundirse con "schiavone", que es gentilicio de eslavo en el mismo idioma y no concuerda con el origen histórico probable de la denominación italiana de la uva. Hay constancia de que la uva creció en la región de Trentino-Alto Adigio al menos desde el siglo XIII. El sinónimo alemán torllinger parece que deriva de la palabra tirolinger, es decir, "del Tirol". El sinónimo vernatsch parece similar al nombre de la uva vernaccia, que tiene la misma raíz que "vernácula" o "local". El experto en vino británico Nicolas Belfrage ha interpretado esto como la evidencia más clara de que la uva se originó en la región de Tirol del Sur-Alto Adigio.
En algún momento, la uva se dispersó hacia el norte, hacia el sur de Alemania, aunque se desconoce la fecha de su llegada a esas tierras. En Wurttemberg, la viticultura ha existido por lo menos desde el siglo VIII, cuando los monjes de Borgoña establecieron monasterios en la región y plantaron viñedos. En el cercano entorno de Lauffen am Neckar la vitivinicultura se estableció en la época de los romanos, pero solo hay constancia de la trollinger en la región de Wurttemberg desde el siglo XIV.

## Subvariedades y cruces
En la región de Trentino-Alto Adigio se han identificado varias subvariedades o clones de la trollinger. Entre estos hay una vid de uvas grandes llamada schiava grossa (también conocida como grossvernatsch y schiava grigia, que es probablemente el clon de más rendimiento, aunque tiende a producir vinos de cuerpo ligero; la schiava gentil (también conocida como kleinvernatsch), que tiende a producir vinos más aromáticos; y la tschaggle, que es el clon que produce menos rendimientos pero que da el vino de torllinger más aclamado por la crítica. Otros clones conocidos incluyen schiava media y la schiava piccola.
En Wurttemberg, la trollinger se cruzó con la uva blanca riesling para producir la kerner en 1929 (en 1969 fue reconocida como una variedad y se permitió generalizar su cultivo). El nuevo cruce recibió su nombre del poeta y médico local Justinus Kerner. La variedad también se cruzó con la moscatel de Alejandría para producir black muscat.
En 2010, el análisis de ADN sugirió que la uva tosca, de Emilia-Romaña, podría ser un cruce natural entre la schiava grossa y la crepallochi.

## Viticultura y confusión con otras uvas
La trollinger es una variedad de maduración tardía, que a menudo madura y es cosechada mucho después que la riesling.
En la provincia del Trento, la trollinger se confunde con la uva italiana/eslovena piccola nera.

## Regiones

### Alemania
La inmensa mayoría de las 2300 hectáreas de trollinger de Alemania crecen en Wurttemberg, en los alrededores de la ciudad de Stuttgart y a través del valle del Neckar. Esta región es la quinta más grande de Alemania y un tercio de todos los cultivos es de trollinger. Aunque hay algunos clones de esta variedad en Italia, casi toda la trollinger que hay en Alemania es del tipo schiava grossa. En Alemania a menudo esta uva es mezclada con lemberger.

### Italia

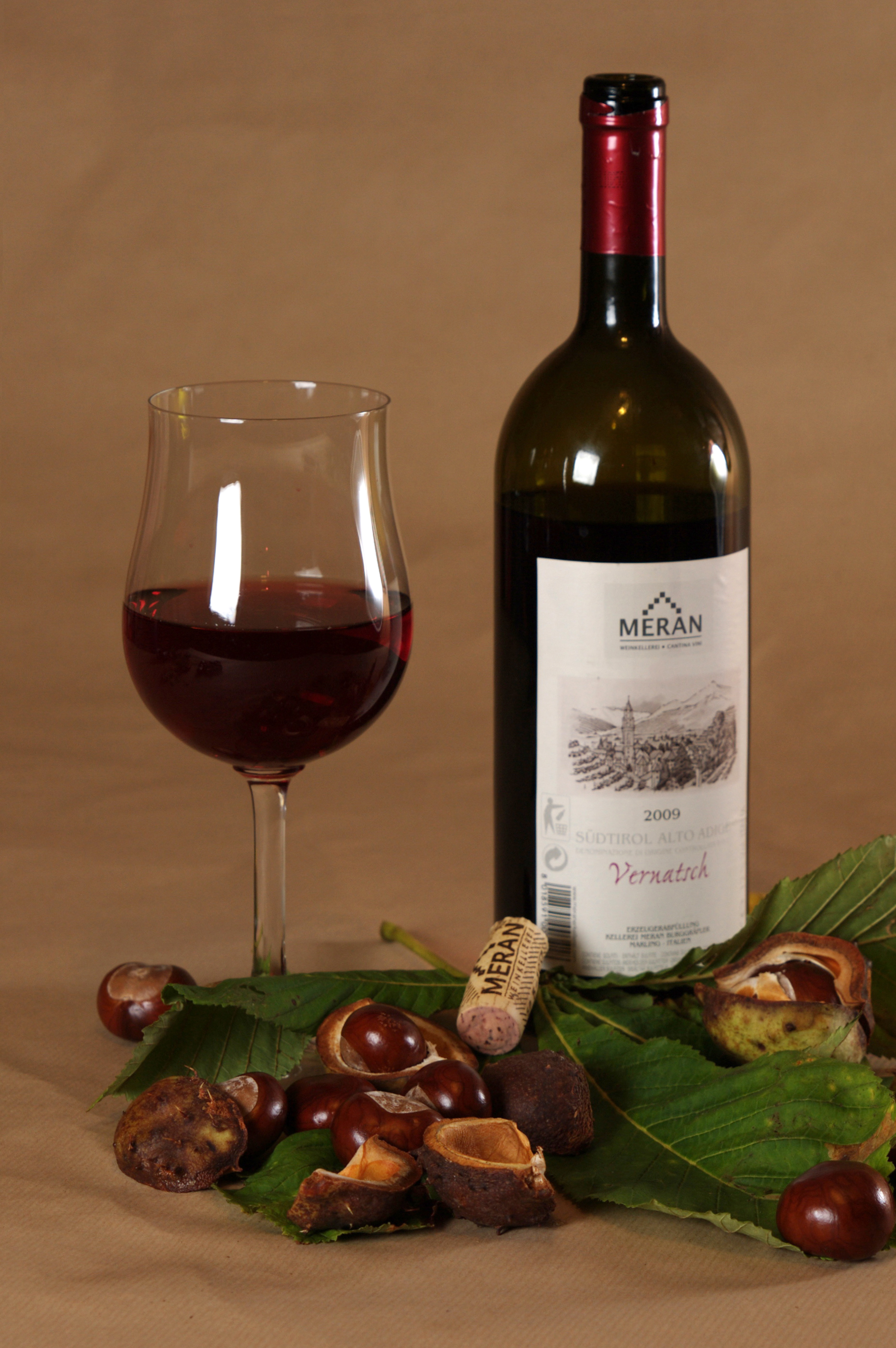
Un vernatsch del Sudtirol.

En Italia es una variedad permitida en varias Denominazione di Origine Controllata (DOCs) incluyendo la DOC Santa Maddalena, localizada al este de la ciudad de Bolzano, en la región del Alto Adigio. Ahí, la uva debe alcanzar un mínimo del 90% de la mezcla, permitiéndose hasta un 10% restante de lagrein y de pinot noir. Los rendimientos de uvas de los viñedos están limitados a 15,5 tolenadas/hectárea y el vino resultante debe de tener un nivel de alcohol mínimo del 11,5%. Algunos productores usan a menudo el nombre alemán "Saint Magdalener" en las etiquetas del vino.
Otras DOC italianas donde se encuentra la trollinger/vernatsch/schiava son:
- Alto Adige DOC: Los vinos de schiava deben contener como mínimo un 95% de una cosecha de esta variedad limitada a las 14 t/ha, teniendo el vino resultante una cantidad de alcohol mínima de 10,5%.
- Caldaro DOC: También conocido como Lago di Caldaro. Debe contener un mínimo del 85% de schiava y un máximo de 15% de pinot noir y lagrein de uvas cosechadas en 14 t/ha con un vino resultante que tenga un nivel de alcoho máximo del 10,5%. Los embotellados clásicos pueden contener vino de uvas de las localidades de Caldaro, Appiano, Termeno, Cortaccia, Vadena, Egna, Montagna, Ora y Bronzolo. Las botellas de calidad "superior" (etiquetadas como sccelto o selezionato) pueden hacerse también del área clásica con una cantidad de alcohol mínima del 11%.
- Casteller DOC: Un multivarietal. Esta región se encuentra cerca de la frontera de la provincia de Verona. La schiava debe suponer, al menos, un 30% de la mezcla, con un máximo del 40% de lambrusco, un 30% de merlot y un 1% de otras variedades. Los rendimientos deben limitarse a las 13,6 t/ha y el vino resultante necesita tener una cantidad de alcohol mínima del 11%.
- Colli di Bolzano DOC: Un mínimo del 90% de schiava y para el 10% restante lagrein y pinot noir. Los rendimientos se limitan a 13 t/ha y el vino resultante debe tener un nivel mínimo de alcoho del 11%.
- Meranese di Collina DOC: 100% de schiava aunque normalmente hay una mezcla de varios clones, entre los que está schiava grossa, shiava gentile y shiava tschaggale. Los rendimientos se limitan a 12,5% t/ha y el vino resultante debe tener un nivel de alcohol mínimo del 10,5%. Las botellas etiquetadas como  bulgraviato o burggräfler se pueden producir con uvas de los alrededores de Castello di Tirolo, en las altitudes altas de las colinas que rodean la ciudad de Merano.
- Sorni DOC: Con un 70% de schiava como mínimo, y con teroldego para un 20-30%, así como la posibilidad de tener un máximo del 10% lagrein. Los rendimientos están limitados a 14 t/ha y el vino resultante tiene que tener un nivel de alcohol mínimo de 10,5%. Una botella especial de "riserva" o "scelto" tiene que tener un nivel de alcohol mínimo del 11%.
- Valdadige DOC: Un multivarietal. La DOC se extiende hasta el interior de la región vinícola del Véneto e incluye las provincias de Verona, Bolzano y Trento. La mayoría de la schiava crece en Bolzano y en Trento. El vino "rosso" debe contener, al menos, un 20% de schiava pero no más de un 30%, así como un máximo del 10% de lambrusco. El restante 70 y 80% está compuesto de negrara, merlot, pinot noir, lagrein y teroldego. También se puede hacer vino rosado con las mismas variedades y los mismos porcentajes. Se puede hacer un vino a base de shiava con un mínimo del 85% de esta uva, permitiéndose que el resto sea de otras variedades permitidas. Los rendimientos deben limitarse a 14 t/ha. El vino tinto resultante debe de tener un nivel de alcohol mínimo del 11% y el rosado necesita alcanzar un 10,5%.

## Estilo de los vinos
Los vinos producidos de esta variedad de uva son normalmente tintos, aunque se producen también vinos rosados. El vino de Wurttemberg suele ser ligeramente dulce y deja algo de azúcar residual cuando ya ha terminado la fermentación. La mayoría de los vinos producidos de trollinger suelen consumirse muy jóvenes, normalmente un año después de su cosecha. Los vinos de schiava italianos tienden a ser igual de ligeros pero son más secos y tienen una acidez más apreciable.

## Sinónimos
La uva trollinger cuenta con varios sinónimos, además de los habituales schiava y vernatsch. Los otros sinónimos son los siguientes: admiral, aegypter, ägyptische, ägyptischer, aleksandriskii chernyi, baccaria, bacheracher, bammerer, barth der Alten, bilsenroth, black Gibraltar, black Hambourg, black Hamburg, black Hamburgh, black prince, black Tripoli, blauer trollinger, blauwälsche, bocksauge, bocksaugen, bocksbeutel, bockshoden, bockstraube, braddick’s seedling, bruxelloise, chasselas bleu de Windsor, chasselas de Jérusalem, chasselas de Windsor, dachtraube, dachtrauben, dutch Hamburgh, edel vernatsch, edelvernatsch, fleischtraube, frankentaler, Frankenthal, Frankenthal noir, frankenthaler, garston black Hamburgh, gelbholziger schwarzblauer trollinger, gelbholziger trollinger, gros bleu, gros noir, gros plant grand noir, gross italiener, gross vernatsch, grosse race, grosser burgunder, grossroth, grossschwarzer, grossvernatsch, hammelshoden, hammelsschelle, hammelssohlen, Hampton Court vine, hudler, huttler, imperator, khei-khan, knevet’s black Hamburgh, kölner blau, kreuzertraube, lambert, lamper, Languedoc, lombard, lugiana near, maltheser roth, malvasier, malvoisier, maroquin d’Espagne, meraner kurtraube, ministra, modri tirolan, mohrendutte, mohrentutte, morrokin barbaron, nougaret grosse race, pfundtraube, plant de Paris, pommerer, pope Hamburgh, prince Albert, purple Hamburgh, queen Victoria, raisin bleu, raisin bleu de Frankental, raisin de Languedoc, red Hamburgh, rheinwein blau, richmond villa Hamburgh, rothelbner, salisbury violette, schiavone, schiavone di merano nero, schliege, schwarzblauer, schwarzblauer trollinger, schwarzer, schwarzer wälscher, schwarzwälscher, spanisch blau, straihntraube, südtiroler kurtrauben, teplichnyi chernyi, tirolan crni, tirolinger, trolinger, troller, trollinger blau, trollinger gelbholzig, trollinger weissholzig, trollingi kék, tschaggele, uva cenerente, uva meranese, uva near d’Amburgo, valentines, Victoria, Victoria Hamburgh, wälscher, warner’s Hamburgh, weissholziger trollinger, welke burgundske, welko modre, zottelwälscher y zottler.